# Пушной промысел

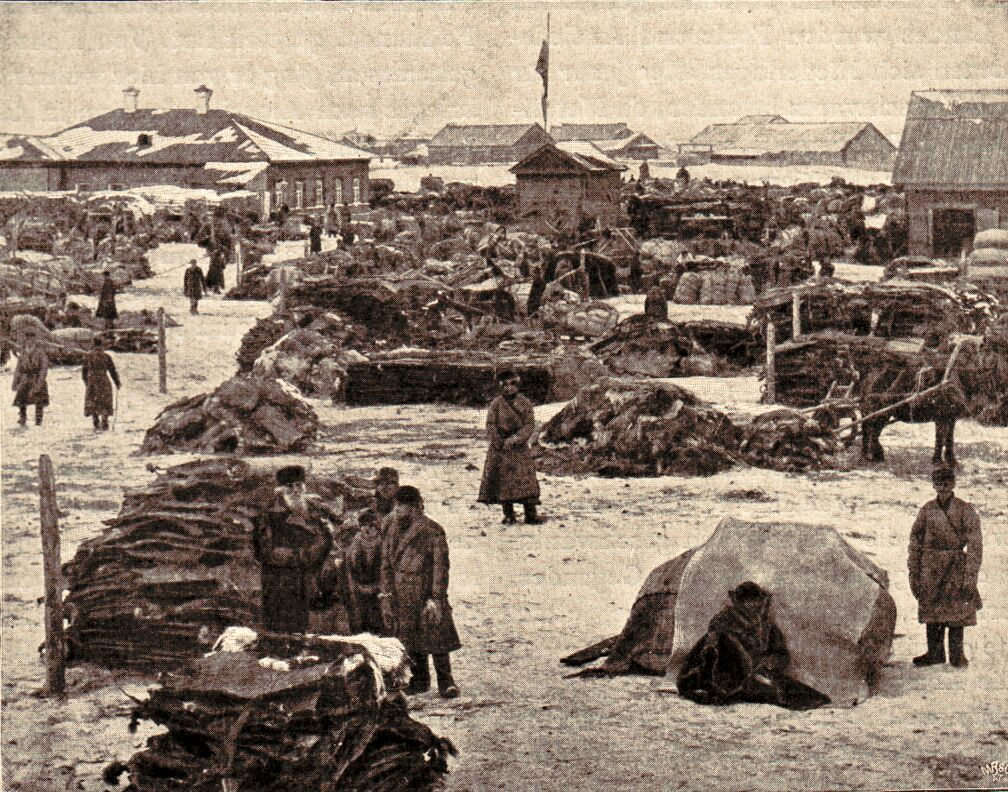
Рынок пушнины в Ирбите, 1900 год

Пушно́й про́мысел — охота на млекопитающих, обладающих ценным мехом, с последующей обработкой (выделкой) и торговлей их выделанными шкурками (пушниной). Исторически пушной промысел был важным двигателем освоения территорий нынешнего севера России славянами, а также Канады и севера США европейскими колонистами (см. Американская меховая компания).

## Пушной промысел в России

### Зарождение

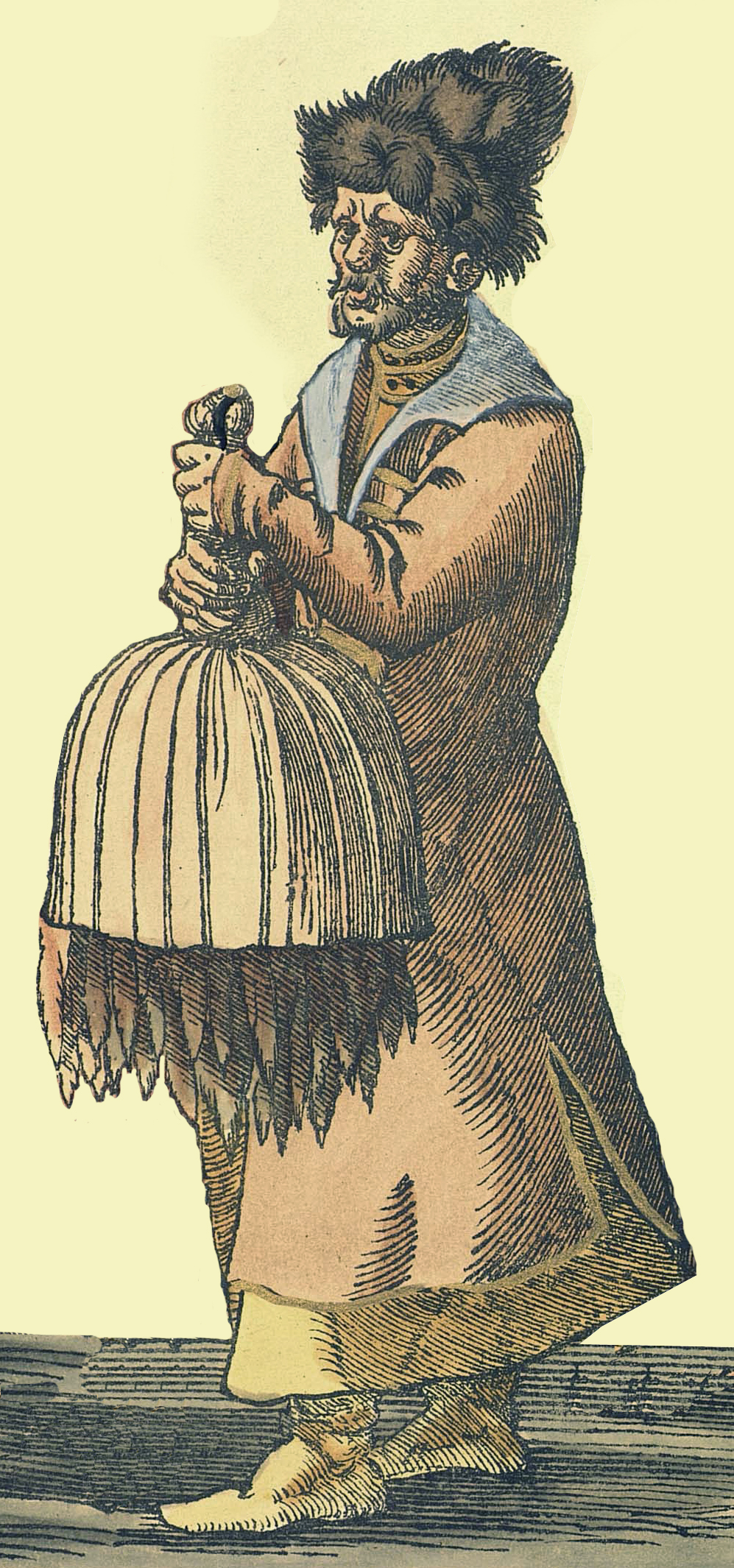
Член русского посольства 1576 года с сороком соболей

Пушной промысел получил развитие в странах и регионах обитания млекопитающих, обладающих ценным мехом. Пушнина, как результат промысла, с древних времён являлась объектом товарно-денежных отношений. В XI — XII вв. в Древнерусском государстве пушнина служила деньгами, в том числе внешней валютой, средством обмена на драгоценные металлы, в том числе серебро для чеканки монеты (собственное серебро на Руси не добывалось до XVII века). Пушниной с этих времён платилась дань, выдавалось жалованье, она выступала в качестве даров подданным либо иностранным гостям как признак особой благосклонности царей, князей либо других высокопоставленных руководителей. В Русском царстве в 1635 году персидскому шаху Михаилом Фёдоровичем был направлен подарок в виде живых соболей в золочёных клетках.
Большое значение пушнина играла в доходной части государственного бюджета в Средние века и в начале Нового времени. Например, в бюджете Московского государства в 1640—1650-е гг. пушной промысел обеспечивал 20 % доходов, в 1680 году — не менее 10 %. Пушнина также составляла значительную часть экспорта России.

### В Средние века и Новое время

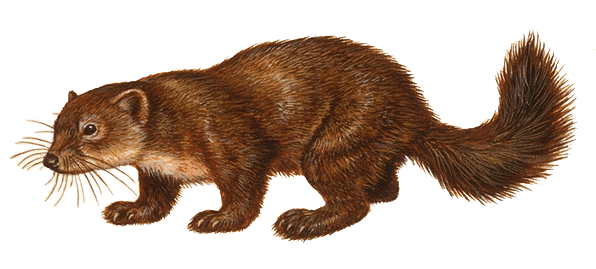
Название соболя в основных европейских языках было заимствовано из русского

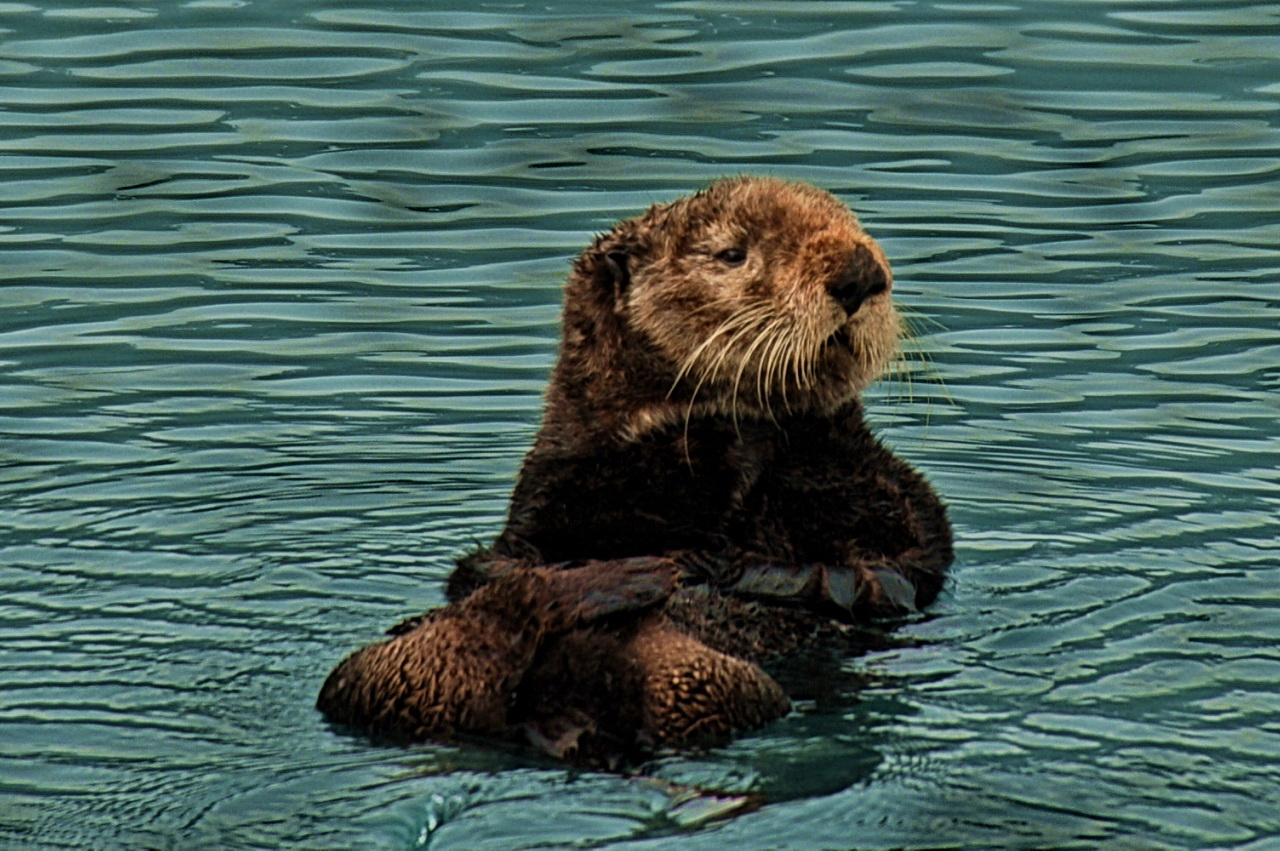
Калан

С открытием торговли между Западной Европой и Россией в середине XVI века по Белому морю спрос на пушнину резко возрос, и это привело к исчерпанию ресурсов пушнины сначала в Европейской, а потом и в Азиатской части России. Доктор исторических наук Олег Вилков пишет, что если в 1640-е гг. среднегодовая добыча сибирского соболя составляла 145 тысяч шкурок, то в 1690-е гг. она сократилась до 42,3 тыс. шкурок. При этом всего за период с 1621 года по 1690 год, по расчётам исследователя, в Сибири было добыто 7,248 млн соболей.
Символика герба Сибири, отображённого в жалованной грамоте 1690 года (два пронзённых скрещивающимися стрелами соболя, держащие зубами «корону Сибирского царства»), свидетельствует о высоком значении пушного промысла в развитии региона в XVII веке. Пушной промысел рассматривается как основа зарождения капиталистических отношений в Сибири в обозначенный период.
Сокращение поголовья пушного зверя привело к внедрению с XVIII века разных форм правительственного регулирования пушного промысла. Благодаря этим мерам в XIX веке, например, в Енисейском крае было восстановлено поголовье соболей, что снова дало возможность разрешить здесь промысел без ограничений. Однако в целом ресурсы пушного зверя существенно исчерпались, и перепромысел стал причиной того, что в первое десятилетие XX века ежегодный промысел в Сибири составлял 20 тысяч шкурок, а в 1917 году — только 8 тыс..
В XVII веке также были осознаны ценные меховые качества калана, который стал важным объектом пушного промысла на Камчатке, Командорских и Алеутских островах для русских и североамериканских пушных промысловиков. Мех калана стал наиболее ценным пушным товаром. Поголовье этого зверя к началу XX века сократилось до практически полного исчезновения этого вида в результате активного промысла.

### В СССР
В советское время пушной промысел подвергся плановому регулированию, благодаря чему начали применяться меры по регулированию добычи, искусственному расселению пушного зверя, подкормке и т. п., что привело к восстановлению в Сибири ареала пушного зверя и его численности (427 из 448 млн га и рост популяции соболя до 500—600 тыс.). Средний годовой промысел соболя в 1959—1969 гг. составил более 173 тыс. шкурок, в 1980 году — 133 тыс. Максимальное количество шкурок соболя за всю историю пушного промысла в Сибири дал сезон 1961—1962 гг. — 200 тысяч шкурок, что по оценкам Вилкова находилось на уровне наибольшей годовой добычи соболя в Сибири в XVII веке.
СССР являлся мировым лидером пушного рынка. Объём экспорта промышленной пушнины приближался к 60 млн рублей в год. В 1920—1940-е гг. пушнина занимала второе или третье место в структуре советского экспорта, уступая пшенице, а в отдельные годы — нефтепродуктам.

### Падение значения
Экономические реформы в начале 1990-х гг. демонтировали систему планирования пушного промысла и централизованного снабжения охотников, а также упразднили механизмы государственной закупки пушнины у охотников. Одновременно с этим произошло падение спроса на меха на рынках западной Европы, что связано как с развитием альтернативных материалов, так и с деятельностью экологических движений. В результате этого снизилась экономическая привлекательность отрасли и снизился уровень цен на пушнину, что привело отрасль к кризису.
В середине 2000-х гг. в научной среде России рассматривалась общественно-политическая актуальность создания федеральных и региональных программ интенсификации пушного промысла, формируемых на основе решения задач по сохранению пушных ресурсов.

## В филателии и геральдике

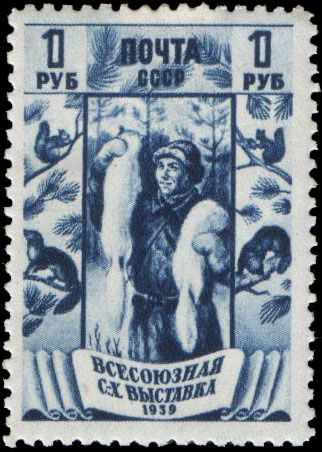
Почтовая марка СССР 1939 г.: Пушной промысел. Охотник с песцами. Слева и справа: вверху – белка, внизу – соболь, Серия: Всесоюзная сельскохозяйственная выставка (ВСХВ) в Москве "Новое в деревне"
Герб Новосибирска с изображением соболей — основного объекта пушного промысла в Сибири